# Алая роза (группа художников)
«Алая роза» — художественная выставка, прошедшая в апреле-мае 1904 года в Саратове, где были представлены работы русских художников-символистов.
Выставка была открыта 27 апреля 1904 года в колонном зале Саратовского Дворянского собрания (угол ул. Московской и Соборной). Инициаторами выставки были учащиеся МУЖВЗ Павел Кузнецов и Пётр Уткин.
Ещё в конце 1890-х годов Павел Кузнецов и Пётр Уткин объединили вокруг себя группу единомышленников. Вскоре после объединения их группа получила наименование «Алая роза».
По одной из версий роза была выбрана как символ чистоты и целостности, однако существуют и другие интерпретации подобного названия. Возможно, художники хотели подчеркнуть одновременность существования материального и духовного в своём искусстве и мировоззрении. Кроме того, розы часто появлялись на полотнах учителя живописцев Виктора Борисова-Мусатова, что тоже могло повлиять на их решение принять такое многозначное название для своей экспозиции. Однако и эти объяснения не являются окончательными. Отметим, что в христианских преданиях роза символизировала Деву Марию — таким образом, символисты могли основываться и на религиозной логике. Более того, алая роза — романтический цветок: в 1888 году в Абрамцево Савва Мамонтов поставил свою драму-оперу с одноимённым названием; в ней роза названа «цветок любви благоуханный».
На выставке экспонировались работы художников Анатолия Арапова, Николая Сапунова, Мартироса Сарьяна, Сергея Судейкина, Николая Феофилактова, Павла Кузнецова, Петра Уткина и др., а также майолика из мастерской в Абрамцево. Почётными участниками «Алой розы» тогда стали М. А. Врубель и В. Э. Борисов-Мусатов.
В 1907 году художники «Алой розы» составили ядро группы «Голубая роза».
В 1995 году Радищевский музей организовал выставку, посвящённую 90-летию «Алой розы».